# Tebing (Melinting)
Tebing is een bestuurslaag in het regentschap Lampung Timur van de provincie Lampung, Indonesië. Tebing telt 3492 inwoners (volkstelling 2010).